# Cerithium muscarum
Cerithium muscarum är en snäckart som beskrevs av Thomas Say 1822. Cerithium muscarum ingår i släktet Cerithium och familjen Cerithiidae. Inga underarter finns listade i Catalogue of Life.